# The Appleseed Cast
The Appleseed Cast è un gruppo musicale statunitense post-rock/ambient-rock originario di Lawrence, Kansas, guidato dal chitarrista e compositore Christopher Crisci. La band è stata spesso considerata una delle più importanti del genere negli ultimi vent'anni.
Nei primi anni di carriera le sue influenze sono rivolte verso gruppi emo come Sunny Day Real Estate e Mineral, più avanti si creerà un suono post-rock dalle intricate batterie e dalla vasta gamma di effetti disponibili.

## Discografia

### Album
- 1998 - The End of the Ring Wars
- 2000 - Mare Vitalis
- 2001 - Low Level Owl Vol.1
- 2001 - Low Level Owl Vol.2
- 2003 - Two Conversations
- 2006 - Peregrine
- 2009 - Sagarmatha
- 2013 - Illumination Ritual
- 2019 - The Fleeting Light Of Impermanence

### EP
- 2011 - Middle States EP

### Raccolte
- 2002 - Lost Songs

### Singoli
- 2013 - North Star Ordination